# Шапочка сморчковая
Ша́почка сморчко́вая (лат. Verpa bohemica) — гриб рода Шапочка семейства Сморчковые. Своё название гриб получил благодаря некоторому сходству с настоящими сморчками и свободно (как шапка) сидящей на ножке шляпке. 
Русские синонимы:
- Колпачо́к
- Сморчо́к не́жный
- Ве́рпа че́шская

## Описание
Плодовые тела (апотеции) сморчковой шапочки крупные, мясистые, до 10 и более см высотой, обычно описываются как шляпконожечные.
Шляпка гриба в форме колпачка (колокольчатая, наперстковидная или коническая), небольшая — 1—5 см высотой и 1—4 см диаметром. В отличие от шляпок сморчков, нижний край шляпки свободный (шляпка прирастает к ножке только на самой верхушке); у молодых грибов он прижат к ножке, у старых — часто отогнут в сторону. Цвет шляпки также зависит от возраста гриба и места произрастания, меняясь от бурого, тёмно-коричневого (у молодых грибов) до желтовато-охристого и даже жёлтого (у зрелых грибов). Снаружи поверхность шляпки морщинистая, покрытая множеством мелких извилистых продольных складок, иногда ветвящихся; у старых грибов выглядит изрытой. Снизу шляпка гладкая, более светлая, со множеством беловатых прожилок, расположенных кружками. 

Ножка длинная, цилиндрическая, гладкая, иногда слабобороздчатая, обычно изогнутая, нередко — чуть сплюснутая с боков, к основанию слегка расширяется, 6—11 (до 15) см длиной и 1,5—2 (до 3) см толщиной. У молодых грибов ножка внутри цельная, заполненная ватообразной мякотью; у зрелых грибов — полая. Цвет ножки также меняется с возрастом: у молодых грибов она бело-желтоватая, у зрелых становится охряной. Поверхность ножки опушенная или слабочешуйчатая, покрыта мелким мучнистым налётом, расположенных тонкими поясками, который легко стирается от прикосновения. 

Мякоть светлая (у шляпки более тёмная), очень ломкая и тонкая, восковидная, со специфическим запахом, похожим на запах сырости и без особого вкуса. 

В плодовых сумках всего по две аскоспоры. Споры крупные: 54—80 × 15—18 мкм, гладкие, удлиненно-эллипсоидные, без капель масла. Споровый порошок желтоватый.

## Экологияи распространение
Гриб распространён в умеренной зоне Северного полушария. Предпочитает подтопленные почвы, суглинистые и супесчаные; растёт в светлых лиственных и смешанных сырых незадернённых лесах, обязательно рядом с липами, осинами или берёзами. Чаще встречается в низинах; расселяется вдоль ручьёв, канав и ям с водой. При благоприятных условиях растёт очень большими семьями — до 50—80 экземпляров. На разных этапах жизненного цикла, вероятно, является микоризным и сапротрофным грибом. 

Сморчковая шапочка не переносит низкой влажности и быстро засыхает на корню. 

Сезон апрель — середина мая, наиболее обильно плодоносит в первой половине мая.

## Сходные виды
- Шапочка коническая (Verpa conica) отличается более гладкой шляпкой, плодовые сумки её содержат по 8 спор.
- Шапочка многообразная (Verpa digitaliformis).
- Сморчок полусвободный (Morchella semilibera) отличается от шапочек наполовину приросшей шляпкой.
- Различные виды сморчков, у которых край шляпки всегда прирастает к ножке, шляпка скорее ячеистая, нежели морщинистая, и внутри плодовых тел грибов находится полость.

Все эти грибы условно-съедобны.

## Пищевые качества
Гриб съедобен, но перед употреблением его можно отварить в течение 10-15 минут (отвар сливается), либо высушить, чтобы подстраховаться на случай ошибки (неопытные грибники могут спутать этот гриб с ядовитым Строчком Обыкновенным). В американских источниках, однако, гриб указан как несъедобный, вызывающий слабые отравления и аллергические реакции.